# Fay-sur-Lignon
Fay-sur-Lignon je naselje in občina v jugovzhodnem francoskem departmaju Haute-Loire regije Auvergne. Leta 2012 je naselje imelo 395 prebivalcev.

## Geografija
Kraj leži v pokrajini Auvergne ob reki Lignon, 35 km vzhodno od Le Puy-en-Velaya.

## Uprava
Fay-sur-Lignon je nekdanji sedež istoimenskega kantona, od marca 2015 vključenega v kanton Mézenc s središčem v Le Chambon-sur-Lignonu.

## Zanimivosti
- cerkev sv. Nikolaja iz 12. stoletja;